# Seeblick
Seeblick – gmina w Niemczech w kraju związkowym Brandenburgia, w powiecie Havelland, wchodzi w skład urzędu Rhinow.